# Katarina Ammitzbøll
Katarina Ammitzbøll (nascida a 15 de julho de 1969 em Charlottenlund) é uma política dinamarquesa que é membro do Folketing pelo Partido Popular Conservador. Ela foi eleita para o parlamento nas eleições legislativas dinamarquesas de 2019.

## Carreira política
Ammitzbøll concorreu pela primeira vez ao parlamento nas eleições legislativas dinamarquesas de 2015, obtendo 1.149 votos. Com efeito, ela tornou-se membro suplente do Folketing no período 2015-2019, embora não tenha sido chamada durante o mandato. Mais tarde, foi eleita para o conselho municipal do município de Gentofte nas eleições municipais de 2017. Ela concorreu ao parlamento novamente nas eleições de 2019, obtendo 2.261, o suficiente para lhe garantir uma cadeira no Folketing.